# العلاقات الفنلندية الناوروية
العلاقات الفنلندية الناوروية هي العلاقات الثنائية التي تجمع بين فنلندا وناورو.

## مقارنة بين البلدين
هذه مقارنة عامة ومرجعية للدولتين:
| وجه المقارنة                                              | فنلندا                                                                               | ناورو                          |
| --------------------------------------------------------- | ------------------------------------------------------------------------------------ | ------------------------------ |
| المساحة (كم2)                                             | 338.42 ألف                                                                           | 21                             |
| عدد السكان (نسمة)                                         | 5.52 مليون                                                                           | 10.08 ألف                      |
| الكثافة السكانية (ن./كم²)                                 | 16.31                                                                                | 48.00 ألف                      |
| العاصمة                                                   | هلسنكي                                                                               | ضاحية يارين                    |
| اللغة الرسمية                                             | اللغة الفنلندية، اللغة السويدية                                                      | اللغة الناورونية، لغة إنجليزية |
| العملة                                                    | يورو، ماركا فنلندية                                                                  | دولار أسترالي                  |
| الناتج المحلي الإجمالي (بليون دولار)                      | 251.88 مليار                                                                         | 113.88 مليون                   |
| الناتج المحلي الإجمالي (تعادل القوة الشرائية) بليون دولار | 231.84 مليار                                                                         | 162.98 مليون                   |
| الناتج المحلي الإجمالي الاسمي للفرد دولار أمريكي          | 42.31 ألف                                                                            | 9.83 ألف                       |
| الناتج المحلي الإجمالي للفرد دولار أمريكي                 | 40.68 ألف                                                                            |                                |
| مؤشر التنمية البشرية                                      | 0.883                                                                                |                                |
| رمز المكالمات الدولي                                      | +358                                                                                 | +674                           |
| رمز الإنترنت                                              | .fi                                                                                  | .nr                            |
| المنطقة الزمنية                                           | ت ع م+02:00، ت ع م+03:00، أوروبا/هلسنكي ‏، توقيت شرق أوروبا، توقيت شرق أوروبا الصيفي ‏ | ت ع م+12:00                    |

## منظمات دولية مشتركة
يشترك البلدان في عضوية مجموعة من المنظمات الدولية، منها:
| علم المنظمة | اسم المنظمة                   | تاريخ انضمام فنلندا | تاريخ انضمام ناورو |
| ----------- | ----------------------------- | ------------------- | ------------------ |
|             | يونسكو                        | 10 أكتوبر 1956      | 17 أكتوبر 1996     |
|             | الاتحاد البريدي العالمي       | ?                   | ?                  |
|             | منظمة الشرطة الجنائية الدولية | ?                   | ?                  |
|             | الأمم المتحدة                 | 14 ديسمبر 1955      | 14 سبتمبر 1999     |
|             | بنك التنمية الآسيوي           | 1966                | 1991               |
|             | الاتحاد الدولي للاتصالات      | 1 سبتمبر 1920       | 10 يونيو 1969      |
|             | منظمة حظر الأسلحة الكيميائية  | ?                   | ?                  |

## وصلات خارجية
- موقع وزارة الخارجية الفنلندية